# Pomnik Fryderyka II w Bydgoszczy
Pomnik Fryderyka II w Bydgoszczy – nieistniejący pomnik Fryderyka II Wielkiego, który znajdował się na Starym Rynku w Bydgoszczy w latach 1862–1919 i 1941-1945 oraz w Pile w latach 1923–1940.

## Historia
Idea wniesienia pomnika Fryderyka II Wielkiego w Bydgoszczy narodziła się w 1857 r.
Pomnik miał być hołdem oddanym królowi, który symbolizował pruską wielkość, a dla Bydgoszczy zasłużył się poprzez ulokowanie w mieście władz Obwodu Nadnoteckiego oraz budowę Kanału Bydgoskiego.
Z inicjatywą budowy pomnika wystąpił prezydent Regencji w Bydgoszczy Julius Carl Leopold Freiherr von Schleinitz. 1 września r. ukonstytuował się komitet organizacyjny budowy pomnika. Fundusze na jego budowę pochodziły ze składek społecznych, od władz miejskich (300 tal.) oraz pruskiego monarchy Wilhelma I (900 tal.). W 1859 r. Rada Miejska Bydgoszczy uchwaliła, że pomnik króla stanie na Starym Rynku.
21 października 1861 r. odbyła się uroczystość położenia kamienia węgielnego pod pomnik, w której uczestniczyła para królewska i członkowie rodziny panującego, powracający z Królewca, gdzie dokonała się koronacja króla pruskiego (król Wilhelm I z żoną Augustą, książę Fryderyk Wilhelm z małżonką Wiktorią, ministrowie i inni oficjele).
Odsłonięcie pomnika zaplanowano na 31 maja 1862, w którym przypadała 100 rocznica koronacji Fryderyka II na króla Prus. Autorem posągu był dr Eduard Ludwig Uhlenhuth, artysta związany z Bydgoszczą. Model pomnika został wykonany w mieszkaniu Uhlenhutha przy ul. Gdańskiej 486a, jeszcze w roku, a następnie oceniony w Berlinie przez rzeźbiarza Christiana Raucha. Odlew z brązu wykonała firma Gladenbeck z Berlina.
W uroczystości odsłonięcia pomnika na Starym Rynku, w styczniu 1862 r. przemianowanym na Plac Fryderyka (niem. Friedrichplaz), uczestniczył pruski następca tronu Fryderyk Wilhelm z małżonką Wiktorią oraz honorowi goście, w tym twórca pomnika.
Z biegiem lat pomnik Fryderyka II stojący w centralnym punkcie miasta „zadomowił się” w Bydgoszczy i stał się nieodłącznym, niemal symbolicznym elementem pejzażu Starego Miasta. W 1894 r. skorodowany posąg odnowiono, pokrywając specjalną farbą antykorozyjną.
Po podpisaniu traktatu wersalskiego, którego decyzją Bydgoszcz miała powrócić do Polski, Niemcy przystąpili do ewakuacji. 16 lipca 1919 zdemontowano pomnik, który przetransportowano do Piły, stolicy nowo utworzonej prowincji Marchia Graniczna-Prusy Zachodnie, gdzie przeleżał w magazynie blisko 4 lata. Powtórnie odsłonięto go 1 czerwca 1923 lokując na moście przez Gwdę w Pile.
Pomnik Fryderyka II powrócił do Bydgoszczy po zajęciu miasta przez okupacyjne władze niemieckie. Ustawiono go 20 kwietnia 1941 r. w dniu urodzin Adolfa Hitlera. Pomnik stanął na Starym Rynku, lecz przesunięto go bliżej gmachu Biblioteki Miejskiej. W styczniu 1945 r. po wyzwoleniu Bydgoszczy, pomnik został zdemontowany i przetopiony.

## Opis
Pomnik wykonany z brązu przedstawiał króla Prus Fryderyka II jako mężczyznę w sile wieku, ubranego w surdut, w trójrożnym kapeluszu. Prawą rękę wspierał na lasce, zaś w lewej trzymał zwój, który utożsamiano z planem Kanału Bydgoskiego.
Posąg był ustawiony przodem na północ, w stronę ulicy Mostowej. Twarz Fryderyka II wyrażała pewność siebie połączoną z zadumą. Posąg był przykładem realistycznej rzeźby pomnikowej.
Cały pomnik miał 6,35 m wysokości. Posąg mierzył 2,98 m i był ustawiony na granitowym cokole, który otaczało żeliwne ogrodzenie z latarniami gazowymi w narożnikach. Ogólny koszt wykonania i postawienia pomnika wyniósł 4,5 tys. talarów.

## Kopia pomnika

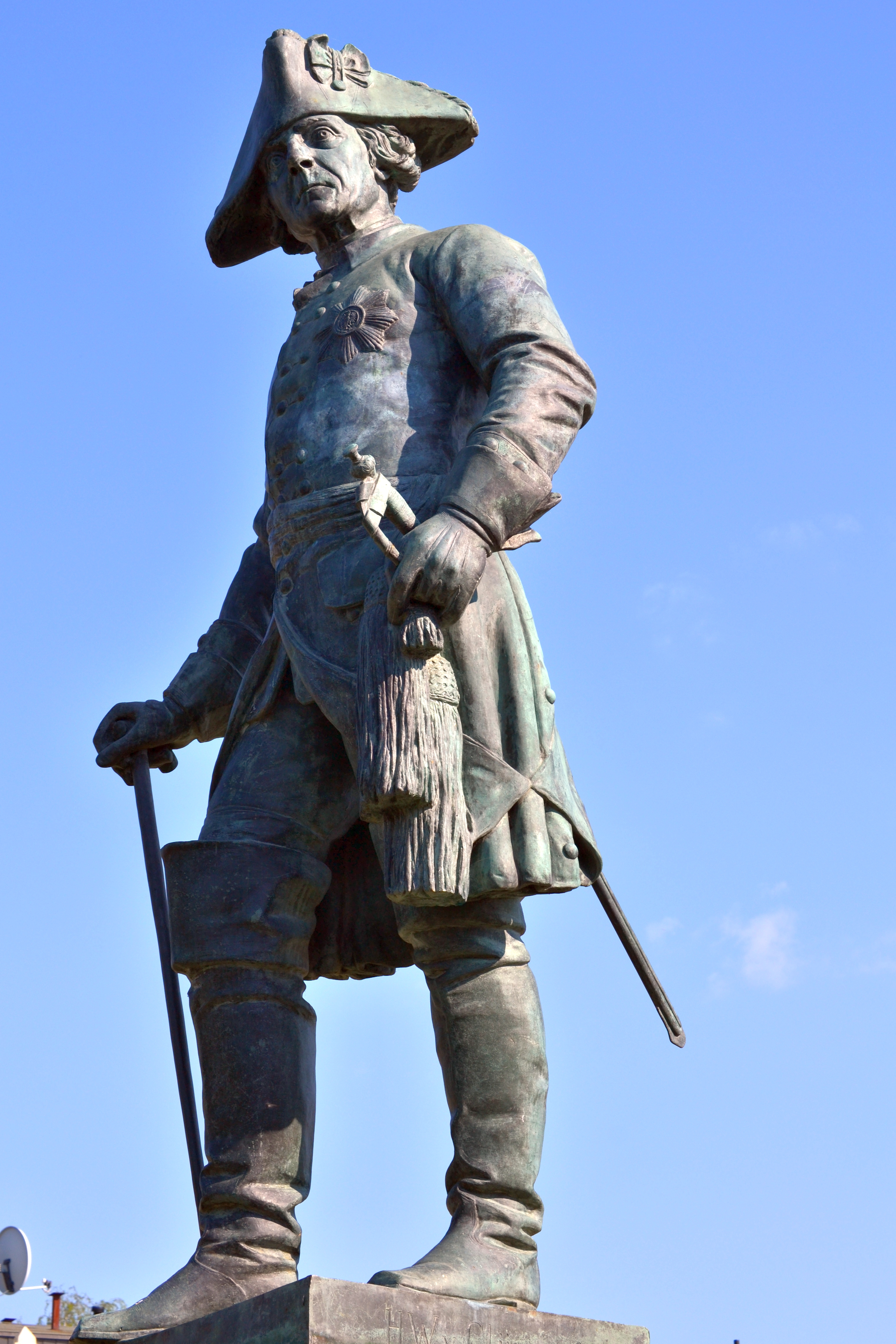
Pomnik Fryderyka II znajdujący się w Letschin

Bardzo podobny i utrzymany w identycznej stylistyce rzeźbiarskiej pomnik Fryderyka II znajduje się dziś w niemieckim miasteczku Letschin położonym tuż za polsko-niemiecką granicą, niedaleko przejścia granicznego w Kostrzynie.